# A.P.J. Abdul Kalam
Avul Pakir Jainulabdeen Abdul Kalam (ur. 15 października 1931 w Rameswaram, zm. 27 lipca 2015 w Shillong) – prezydent Indii w latach 2002–2007, inżynier i naukowiec.

## Życiorys
Abdul Kalam urodził się 15 października 1931 na wyspie Rameswaram w miejscowości Dhanushkoldi, w robotniczej rodzinie muzułmańskiej. W 1958 uzyskał stopień inżyniera aeronautyki w Instytucie Technologii w Madrasie. Po ukończeniu projektu poduszkowców przystąpił do Indyjskiej Organizacji Badań Obronnych i Rozwoju (DRDO). W 1962 wstąpił do Indyjskiej Organizacji Badań Kosmosu, gdzie jego zespół z sukcesem przeprowadził starty kilku satelitów. Wniósł szczególne zasługi jako dyrektor projektu rozwoju pierwszego indyjskiego pojazdu kosmicznego (Satellite Launch Vehicle, SLV-III), który w lipcu 1980 został umieszczony na sztucznym satelicie Rohini na orbicie okołoziemskiej.
W 1982 Kalam powrócił do DRDO jako dyrektor, skupiając się na macierzystym projekcie kierowanych pocisków, przez co przylgnęło do niego określenie "człowiek-pocisk". Jego program pomógł również rozwinąć produkcję materiałów medycznych w oparciu o badaną technologię.
W lipcu 1992 Kalam został doradcą ds. nauki w indyjskim Ministerstwie Obrony, a nieco później jako główny doradca naukowy indyjskiego rządu otrzymał rangę ministra w gabinecie premiera. Jego praca doprowadziła do przeprowadzenia udanego testu atomowego Pokhran-II w 1998, który potwierdził status Indii jako państwa atomowego. Pracował również przy projekcie "India Millenium Mission 2020".
Kalam podjął się także pracy akademickiej, zostając od listopada 2001 profesorem technologii i społecznej transformacji w Anna University. Przede wszystkim zaangażował się w misję przekonania młodych do programu narodowego rozwoju m.in. poprzez spotkania ze studentami i uczniami w całym kraju.
25 lipca 2002 Kalam został wybrany 11. prezydentem Indii.

## Polityka
Część z poglądów Kalama na poszczególne sprawy może być determinowana przez funkcje, jakie zajmował w czasie swej naukowej kariery. Jego książka "Indie 2020" mocno przekonuje do aktywnego planu rozwoju państwa poprzez propagowanie wiedzy i programu narodowego rozwoju do roku 2020. Kalam był również zwolennikiem przyjmowania przez Indie bardziej stanowczej postawy w międzynarodowej polityce. Uważał, że indyjski program atomowy jest sposobem osiągnięcia przez Indie większej roli i siły w przyszłości.
Kalam opowiadał się także za rozwojem w innych dziedzinach; w nauce i technologii. Proponował program badawczy na rzecz rozwoju bio-implantów. Był zwolennikiem otwartego oprogramowania, które jego zdaniem przyniesie społeczeństwu najwięcej korzyści informatycznych.
Kalam pochodził ze społeczności Marakkar w południowych Indiach. Był zwolennikiem szybkiego rozwoju Indii, jednak część jego poglądów utrzymana była w nieco nacjonalistycznej retoryce. Wierzył w potęgę nauki i technologii jako środka rozwiązania problemów społecznych.

## Odznaczenia
- Order Bharat Ratna (1997)
- Order Padma Vibhushan (1990)
- Order Padma Bhushan (1981)

## Krytyka
Kalam był osobą krytykowaną szczególnie przez lewicową prasę.
Był również powszechnie krytykowany za rozwiązanie zgromadzenia stanu Bihar w środku nocy, bez podjęcia dyskusji z odpowiednimi ekspertami. Zarzucano mu w tym przypadku przekroczenie uprawnień konstytucyjnych głowy państwa.

## Życie prywatne
Kalam przestrzegał ścisłej dyscypliny osobistej, był wegetarianinem, praktykował seksualną i alkoholową abstynencję. W swych przemówieniach cytował zawsze kural, tamilską poezję. Regularnie czytał Koran. Napisał także kilka książek, m.in. najbardziej znaną z nich, swą autobiografię Skrzydła ognia, kierowaną głównie do indyjskiej młodzieży. Inna z książek, Rozmowy na temat przyczyn życia, nacechowana jest duchową retoryką.
Abdul Kalam był zwolennikiem Sathya Sai Baby. Odwiedził go 23 listopada 2006 roku – gdy Sathya Sai Baba obchodził swoje osiemdziesiąte pierwsze urodziny.